# Champéon

Champéon este o comună în departamentul Mayenne, Franța. În 2009 avea o populație de 589 de locuitori.